# Representin’
Representin' – reedycja albumu Represent zespołu hip-hopowego Compton’s Most Wanted, wydany przez MC Eihta. Został wydany 6 lutego, 2007 roku.

## Lista utworów
1. „This Is Compton” - 4:14
2. „Some May Know” - 4:36
3. „Get Money” - 4:27
4. „What You Like It Like” - 4:32
5. „One Hundred Percent” - 2:43
6. „Then U Gone” - 3:54
7. „All Around The Hood” - 3:55
8. „Them Niggaz” - 3:50
9. „So Don't Go There” - 4:13
10. „Representin'” - 2:30
11. „Like Me” - 4:08
12. „Slang My Keys” - 4:22
13. „Livin Like Gangstaz (Bonus track) - 4:35